# Georges Minois
George Minois (1946) es un historiador francés. Alumno de la de la ENS y doctor en Historia, trabajó como profesor de Geografía e Historia en el liceo Ernest Renan de Saint-Brieuc hasta 2006. Es experto en historia de las religiones, sociedades y mentalidades.

## Publicaciones
- Charlemagne, Perrin, 2010.
- Le Traité des trois imposteurs, Albin Michel, 2009.
- L'Age d'or: Histoire de la poursuite du bonheur, Fayard, 2009.
- La Guerre de Cent Ans: Naissance de deux nations, Perrin, 2008.
- La Rochefoucauld, Tallandier, 2007.
- Les grands pédagogues: de Socrate aux cyberprofs, Audibert, 2006.
- Le culte des grands hommes. Des héros homériques au star system, Audibert, 2005.
- Charles VII, Perrin, 2005.
- Bossuet, Perrin, 2003.
- Histoire du mal de vivre. De la mélancolie à la dépression, La Martinière, 2003.
- Les origines du mal. Une histoire du péché originel, Fayard, 2002.
- Histoire du rire et de la dérision, Fayard, 2002.
- Galilée, PUF, 2000.
- Anne de Bretagne, Fayard, 1999.
- Histoire de l’athéisme. Les incroyants dans le monde occidental des origines à nos jours, Paris 1998.
- Le Diable, PUF, 1998.
- Le Couteau et le poison. L'assassinat politique en Europe (1400-1800), Fayard, 1997.
- L'Angleterre géorgienne, PUF, 1997.
- Histoire de l'avenir. Des prophètes à la prospective, Paris 1996.
- Les Tudors, PUF, 1996.
- Les Stuarts, PUF, 1996.
- Histoire du suicide. La société occidentale face à la mort volontaire, Paris 1995.
- Censure et culture sous l'Ancien Régime, Fayard, 1995.
- L'Église et la guerre. De la Bible à l'ère atomique, Fayard, 1994.
- Histoire de l'enfer, Paris 1994 .
- Du Guesclin, Fayard, 1993.
- Nouvelle Histoire de la Bretagne, Fayard, 1992.
- Histoire des enfers, Fayard, 1991. Edición en español: Historia de los infiernos. Barcelona: Ediciones Paidós. 2005. ISBN 84-493-1807-6.
- Histoire religieuse de la Bretagne, Gisserot, 1991.
- L'Église et la science. Histoire d'un malentendu. T.1 : De Saint Augustin à Galilée, 1990 ; T.2 : De Galilée à Jean-Paul II, Fayard, 1991.
- Les Religieux en Bretagne sous l'Ancien Régime, Ouest France, 1989.
- Henri VIII, Fayard, 1989.
- Le Confesseur du roi. Les directeurs de conscience de la monarchie française, Fayard, 1988.
- La Bretagne des prêtres en Trégor d'Ancien Régime, Beltan, 1987.
- Histoire de la vieillesse de l'Antiquité à la Renaissance, Fayard, 1987.

- Datos: Q921484